# Горийский государственный педагогический университет
Гори́йский госуда́рственный педаго́гический университе́т — высшее учебное заведение в Гори, образован в 2007 году в результате слияния двух высших учебных заведений — Горийского государственного университета и Цхинвальского государственного университета (Постановление Правительства Грузии № 176 от 22 августа 2007 года).

## История
Закавказская учительская семинария открылась в Гори 12 сентября 1876 года и за время своего существования подготовила на родине многих заслуженных учителей. Среди них много известных общественных деятелей: Важа-Пшавела, Михаил Цинамдзгвришвили,  Иа Каргаретели и другие.
В августе 1935 года был открыт двухгодичный педагогический институт, преобразованный в 1939 году в Горийский государственный педагогический институт с четырехлетним обучением. Институту присвоено имя грузинского поэта Николоза Бараташвили.
В 1985 году при реорганизации Государственного педагогического института им. Бараташвили институт был переименован в «Горийский государственный экономический институт», а с 1997 года — в «Горийский государственный экономико-гуманитарный институт».
16 июля 1999 года университету был присвоен статус университета.
Цхинвальский государственный педагогический институт был основан в 1932 году и имел только один факультет: агробиологический. В последующие годы к нему добавились новые факультеты. Это был центр образования, науки и культуры Юго-Осетинской автономной области. В декабре 1961 года Сталинирский (Цхинвальский) госпединститут был переименован в Юго-Осетинский государственный педагогический институт, в том же году открылось вечернее отделение.
После грузино-осетинского конфликта в 1991 году был создан Цхинвальский государственный педагогический институт, который продолжил работу в Гори. Несмотря на скудную материальную базу, коллектив института смог обеспечить учебный процесс. 16 июня 2000 года Указом Президента Грузии Цхинвальскому педагогическому институту был присвоен статус государственного университета.
В 2007 году произошло слияния двух высших учебных заведений — Горийского государственного университета и Цхинвальского государственного университета, таким образом был основан Горийский государственный педагогический университет.
Учебный процесс в вузе ведут 299 научных сотрудников, вуз имеет 7 учебных корпусов, библиотеки и читальные залы, спортивные площадки, компьютерные кабинеты-лаборатории и другие.